# Bitva o Marjinku
Bitva o Marjinku bylo vojenské střetnutí mezi ozbrojenými silami Ukrajiny a ozbrojenými silami Ruské federace během ruské invaze na Ukrajinu. Město Marjinka bylo již od roku 2014 předmětem ostřelování a útoků ze strany proruských separatistů. V roce 2015 v něm proběhla krátká bitva mezi ozbrojenými silami Ukrajiny a proruskými separatisty, kteří se pokusili město neúspěšně obsadit. Ostřelování města zesílilo těsně před začátkem ruské invaze v roce 2022, a během následujících bojů mezi ozbrojenými silami Ukrajiny a ozbrojenými silami Ruské federace byla velká část města zcela zničena a nezůstali v něm žádní civilisté.

## Bitva
Bitva o město začala dle ukrajinských představitelů 24. února 2022 odražením ruského útoku. Během jara roku 2022 bylo odraženo několik dalších ruských útoků. Dle ISW se ruské jednotky a jednotky DLR rozhodli po dobytí Mariupolu 20. května zvýšit své úsilí k ovládnutí Marjinky. Po zesílení bojí v průběhu letních měsíců se jižní část města dostala pod kontrolu ruských sil. Dne 5. srpna jednotky DLR a jednotky Wagnerovy skupiny tvrdili, že již ovládají již 50 % města. V průběhu srpna ruské síly dosahovali postupných zisků, ale dle ISW během září boje ve městě postupně stagnovali. Počínaje listopadem boje znovu zintenzivnily, a dne 13. prosince ruské síly tvrdili, že ovládají již 70 % města, přičemž ukrajinské síly ovládali západní část města za ulicí Družba.
V lednu roku 2023 dotazovaní ukrajinští vojáci uvedli, že boje v Marjince byly "pekelné" a díky absenci nezničených budov se bojovalo ve sklepích, sutinách a mezi volně stojícími zdmi. Dne 30. ledna ukrajinská 79. brigáda tvrdila, že odrazila pěchotní útok ruských sil. Ruská média v dubnu oznámila, že ukrajinské síly byly zatlačeny dále na západní okraj města. Ukrajinští vojáci na frontové linii v Marjince tvrdili, že Rusové převyšují Ukrajince 4:1 v živé síle a 6:1 v dělostřelectvu. Dne 13. července bylo oznámeno, že ukrajinské síly dobyly zpět pozice držené ruskými silami v oblasti „Zverinets“.
Ruské útoky na město pokračovali i na podzim a 5. prosince britské ministerstvo obrany uvedlo, že ruské síly již ovládají většinu města. Podle ISW a zveřejněných záběru z 11. prosince ruské síly dále postupovaly severozápadně od Marjinky (západně od Doněcku). Ruští blogeři také poznamenali, že ruské síly ještě Marjinku zcela neovládají. Ukrajinské síly stále ovládají malou západní část města severně od vodní plochy. Záběry zveřejněné 12. prosince zachycují ruské jednotky jednotky 2. střeleckého praporu a 163. tankového pluku (150. motostřelecká divize 8. vševojskové armády) jak vztyčují vlajku v nejzápadnější části města. Ruský ministr obrany Sergej Šojgu oznámil obsazení Marjinky 25. prosince.

## Humanitární důsledky
Marjinka byla během bojů kompletně zničena. Do května 2022 bylo zcela zničeno náměstí, kulturní centrum městská základní škola. Dne 3. listopadu 2022 Ukrajina potvrdila, že civilní obyvatelstvo bylo z města evakuováno. Před válkou v Marjince žilo zhruba 9400 obyvatel.